# 安東尼夫卡 (克拉斯諾赫拉德區)
49°19′34″N 35°47′41″E / 49.32611°N 35.79472°E
安东尼夫卡（烏克蘭語：Антонівка），是烏克蘭東部哈爾科夫州别列斯京区凱希奇夫卡市鎮内的村落。始建於1771年，面積1.63平方公里，海拔高度152米，2001年人口221，人口密度每平方公里135.3人。